# Bzury (Varmie-Mazurie)
Pour les articles homonymes, voir Bzury.
Bzury est un village polonais de la gmina de Prostki, dans le powiat d'Ełk, voïvodie de Varmie-Mazurie, au nord-est du pays.